# Eparchia stawropolska
Eparchia stawropolska – jedna z eparchii Rosyjskiego Kościoła Prawosławnego z siedzibą w Stawropolu. Jej obecnym ordynariuszem jest metropolita Cyryl (Pokrowski), zaś funkcję katedry pełni sobór Kazańskiej Ikony Matki Bożej w Stawropolu. Eparchia obejmuje obszar Kraju Stawropolskiego z wyłączeniem rejonów minierałowodskiego, priedgornego i kirowskiego. 
Eparchia powstała w 1842 lub 1843 pod nazwą kaukaska i czarnomorska, została wydzielona z eparchii astrachańskiej. Następnie nosiła kolejno nazwy:
- kaukaska i jekatierinodarska – od 1867 do 1886
- stawropolska i jekatierinodarska – do 1916
- kaukaska i stawropolska – do 1922
- stawropolska i kubańska – do 1935
- stawropolska i dońska – do 1943
- stawropolska i piatigorska – do 1945
- stawropolska i bakijska – do 1994
- stawropolska i władykaukaska – do 2011
- stawropolska i niewinomysska – od 2011[2].

W momencie powstania eparchia prowadziła 192 placówki duszpasterskie. Jej pierwszym ordynariuszem został biskup Jeremiasz (Sołowjow), który zainicjował budowę kolejnych cerkwi, zaś w 1846 powołał w Stawropolu seminarium duchowne. W 1885 z obszaru eparchii kaukaskiej wydzielono samodzielną eparchię władykaukaską i mozdocką (działała do 1920), zaś w 1919 decyzją Wyższego Zarządu Cerkiewnego Południa Rosji – eparchię kubańską i jekatierinodarską. W latach 20. i 30. XX wieku, podobnie jak inne instytucje Rosyjskiego Kościoła Prawosławnego, eparchia została poddana gwałtownym represjom – z polecenia władz bolszewickich doszło do ataków na duchowieństwo i zniszczenia większości świątyń. W Stawropolu z ponad 20 cerkwi czynnych przed rewolucją październikową czynna pozostawała jedna.  Częściowe odrodzenie życia religijnego w regionie miało miejsce po zmianie polityki władz ZSRR wobec Kościoła prawosławnego w czasie II wojny światowej oraz po objęciu godności biskupa stawropolskiego przez metropolitę Antoniego (Romanowskiego). Doszło wówczas do otwarcia szeregu nieczynnych cerkwi oraz reaktywacji pracy seminarium duchownego w Stawropolu. Zostało ono zamknięte ponownie w latach 60. XX wieku. Sytuacja eparchii zmieniła się całkowicie po upadku ZSRR. W czasie sprawowania urzędu biskupa stawropolskiego przez Gedeona (Dokukina) w latach 1990–2003 liczba czynnych świątyń wzrosła czterokrotnie, otwarto również seminarium duchowne oraz prywatne szkoły prawosławne. 
W 1995 i 1998 z terytorium eparchii stawropolskiej wydzielano odpowiednio eparchię elisteńską i kałmucką oraz eparchię bakijską i nadkaspijską. W 2011 eparchia stawropolska i władykaukaska została rozdzielona na stawropolską i niewinnomysską, piatigorską i czerkieską oraz władykaukaską i machaczkalską. W 2012 wydzielono z niej eparchię gieorgijewską. 
W 2010 w eparchii działało 356 cerkwi parafialnych, ponadto również 47 kaplic, 50 cerkwi filialnych, 20 domów modlitewnych i 19 cerkwi domowych, obsługiwanych przez 483 kapłanów.

## Biskupi stawropolscy[5]
- Jeremiasz (Sołowjow), 1843–1849
- Joannicjusz (Obrazcow), 1849–1857
- Ignacy (Brianczaninow), 1857–1861
- Teofilakt (Gubin), 1862–1872
- German (Osiecki), 1872–1886
- Włodzimierz (Pietrow), 1886–1889
- Eugeniusz (Szerieszyłow), 1889–1893
- Agatodor (Prieobrażenski), 1893–1919
- Michał (Kosmodiemjanski), 1919–1923
- Dymitr (Dobrosierdow), 1923
- Euzebiusz (Rożdiestwienski), 1923
- Innocenty (Letiajew), 1923–1926
- Irynarch (Sinieokow-Andriejewski), 1926
- Innocenty (Jastriebow), 1926–1927
- Serafin (Mieszczeriakow), 1928–1933
- Lew (Czeriepanow), 1933–1934
- Antoni (Romanowski), 1943–1945, ponownie od 1945 do 1962
- Michał (Czub), 1962–1968
- Jonasz (Zyrianow), 1968–1975
- Antoni (Zawgorodny), 1975–1989[6]
- Gedeon (Dokukin), 1989–2003[7]
- Teofan (Aszurkow), 2003–2011[8]
- Cyryl (Pokrowski), od 2011[9]